# Požerákové zuby

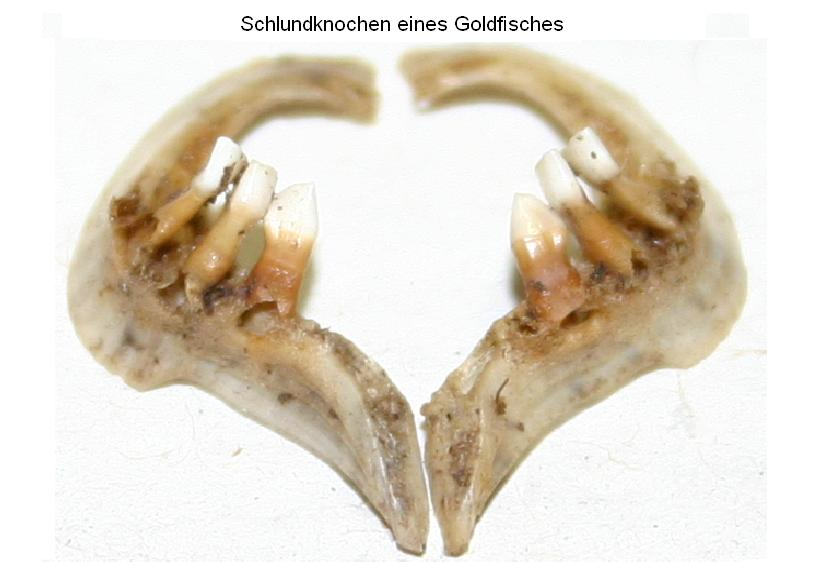
Požeráky karasa

Požerákové zuby jsou zubovité útvary uložené v zadní části hltanu některých ryb. Vznikly přeměnou pátého páru žaberního oblouku. Jsou typické zejména pro rybí řád máloostní (Cypriniformes), k němuž patří například kapr obecný a mnoho dalších známých druhů ryb. Slouží k částečnému rozmělnění potravy a vytlačení přebytečné vody z potravy.

## Typy požerákových zubů
Požerákové zuby mohou být různého tvaru – špičaté, ploché či tupé. Většinou jsou uspořádány v jedné nebo třech řadách na požerákové kosti. Jsou také určitým rozlišovacím a identifikačním znakem ryb — pro každý druh ryby je uspořádání a počet požerákových zubů typický a lze jej zapsat konkrétním vzorcem. Například kapři mají požerákové zuby ve třech řadách (vzorec 1.1.3–3.1.1, ale vzácně 1.2.3.–3.2.1).